# Punta Ancla
Punta Ancla es un balneario ubicado a 17 km de Punta Alta, Partido de Coronel Rosales, provincia de Buenos Aires, Argentina. Es la última playa del litoral bonaerense antes de llegar a Bahía Blanca. Se accede por el cruce a Arroyo Pareja (puesto 83) tomando el camino denominado «estratégico» hasta el puesto 1 de la Base Infantería de Marina Baterías.

## Toponimia
El nombre de este balneario se debe a la tripulación del HMS Beagle, la cual en una expedición bautizó esta costa con el nombre "Anchor stock Hill" (Colina del cepo o palo del ancla). Esto se debe, presumiblemente, por ser este el punto de anclaje del bergantín y por contar con una marca de referencia en forma de palo o mástil. Así lo expresó Darwin en su diario, en la entrada correspondiente al día 6 de octubre de 1832;

"Le ganamos el canal contra un fuerte viento, en el viejo lugar frente al jagüel. La loma de arena de
allí es bautizada como "Anchor stock hill"."
Charles Darwin

El capitán Robert Fitz Roy también la mencionó, destacándola por ser la "más elevada" y la "más puntiaguda" de las eminencias que se perciben al N.O..

## Geografía
Ecorregionalmente pertenece a la ecorregión terrestre pampas semiáridas.
Las aguas litorales que la bañan se incluyen en la ecorregión marina plataforma Uruguay–Buenos Aires.
Sus aguas dulces se incluyen en la ecorregión de agua dulce drenajes bonaerenses.

### Flora
Según la clasificación de Ángel Lulio Cabrera, fitogeográficamente pertenece al distrito fitogeográfico pampeano austral de la provincia fitogeográfica pampeana, con algunas manifestaciones marginales del distrito fitogeográfico del caldén, perteneciente a la provincia fitogeográfica del espinal.

## Descripción
Este balneario se encuentra ubicado dentro de la base de Infantería de Marina, perteneciente a la Base Naval Puerto Belgrano, a 17 km de la ciudad de Punta Alta. Se halla abierto al público únicamente en temporada estival
Este balneario cuenta con servicios de cantina, baños, sala de primeros auxilios, estacionamiento, y servicio de guardavidas.
El balneario, además, se encuentra cerca de la Reserva natural de la defensa Baterías-Charles Darwin.

## Actividades
Además de la actividad turística, en cierto sector está permitida la pesca. 
En este balneario se realiza la competición de pesca del Club de Pesca y Náutica “Los 40”.